# FasTracks

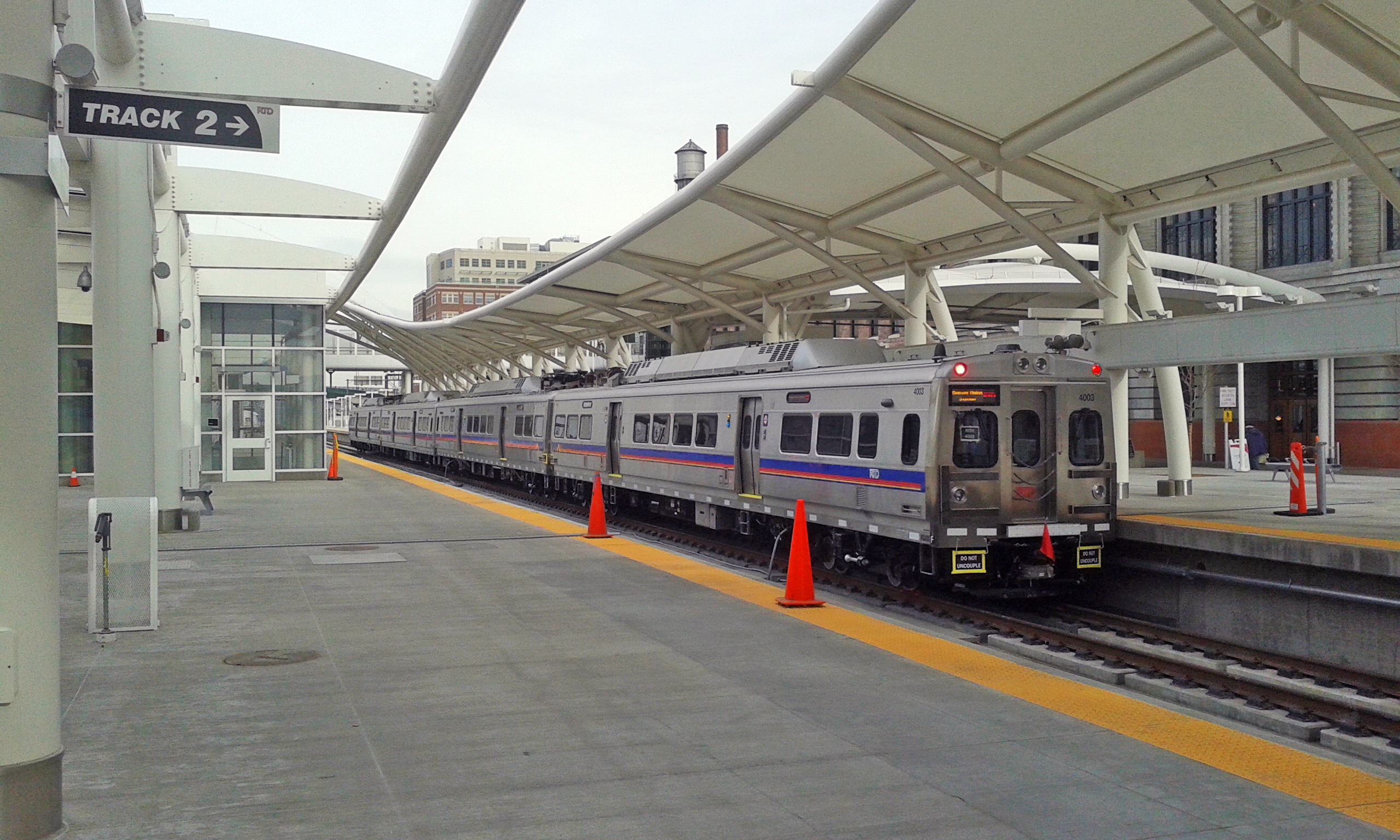
Silverliner in der Denver Union Station

FasTracks ist ein langfristig angelegter großer Nahverkehrserweiterungsplan für den Großraum Denver–Aurora im US-Bundesstaat Colorado mit einem Volumen von 4,7 Milliarden US-Dollar. Träger ist der örtliche Verkehrsverbund Regional Transportation District (RTD). Die Projektfinanzierung erfolgt durch Bundesmittel, private Zuwendungen und eine bereits 2005 erfolgte Erhöhung der Verkaufssteuer (Sales Tax) in der gesamten Region.
Nachdem sich die projektierte Finanzbasis in Anbetracht steigender Kosten als unzulänglich erwies, wird derzeit mit einer mittelfristigen Fertigstellung im Jahre 2050 geplant. Vorhandene Stadtbahnstationen und Buslinien werden in den Plan integriert.

## Liniennetz
Kern des Netzes ist die Einführung elektrischer Vorortzugverbindungen (Commuter Rail) von der Denver Union Station auf vier Korridoren in die Vororte und zum Flughafen. Allein am Hauptbahnhof sollen 200 Millionen US-Dollar investiert werden. Die elektrischen Vorortstrecken waren bis zur Inbetriebnahme der Caltrain-Elektrifizierung die einzigen elektrischen außerhalb des Nordostkorridors.
Das Liniennetz ist sternförmig angelegt. Die Namen der Linien und deren Endpunkte sind:
| Northwest Rail Line → Longmont             | North Metro Rail Line → Thornton |                                                                            |
| West Rail Line → Golden Gold Line → Arvada | Union Station (Denver)           | East Metro Rail Line → Denver International Airport \| I-225 Rail Line1 \| |
| Southwest Rail Line → Littleton            |                                  | Southeast Rail Line → Lone Tree                                            |

1Die I-225 Rail Line soll  – als Tangentiallinie zwischen der East- und Southeast Rail Line – quer durch Aurora gebaut werden.
Im April 2013 wurde mit der West Rail Line der erste im Rahmen des FasTracks-Programm gebaute 12,1 Meilen lange Schienenabschnitt von der Denver Union Station bis zum Jefferson County Government Center in der Stadt Golden westlich von Denver eröffnet.